# 레뮤얼 쿡

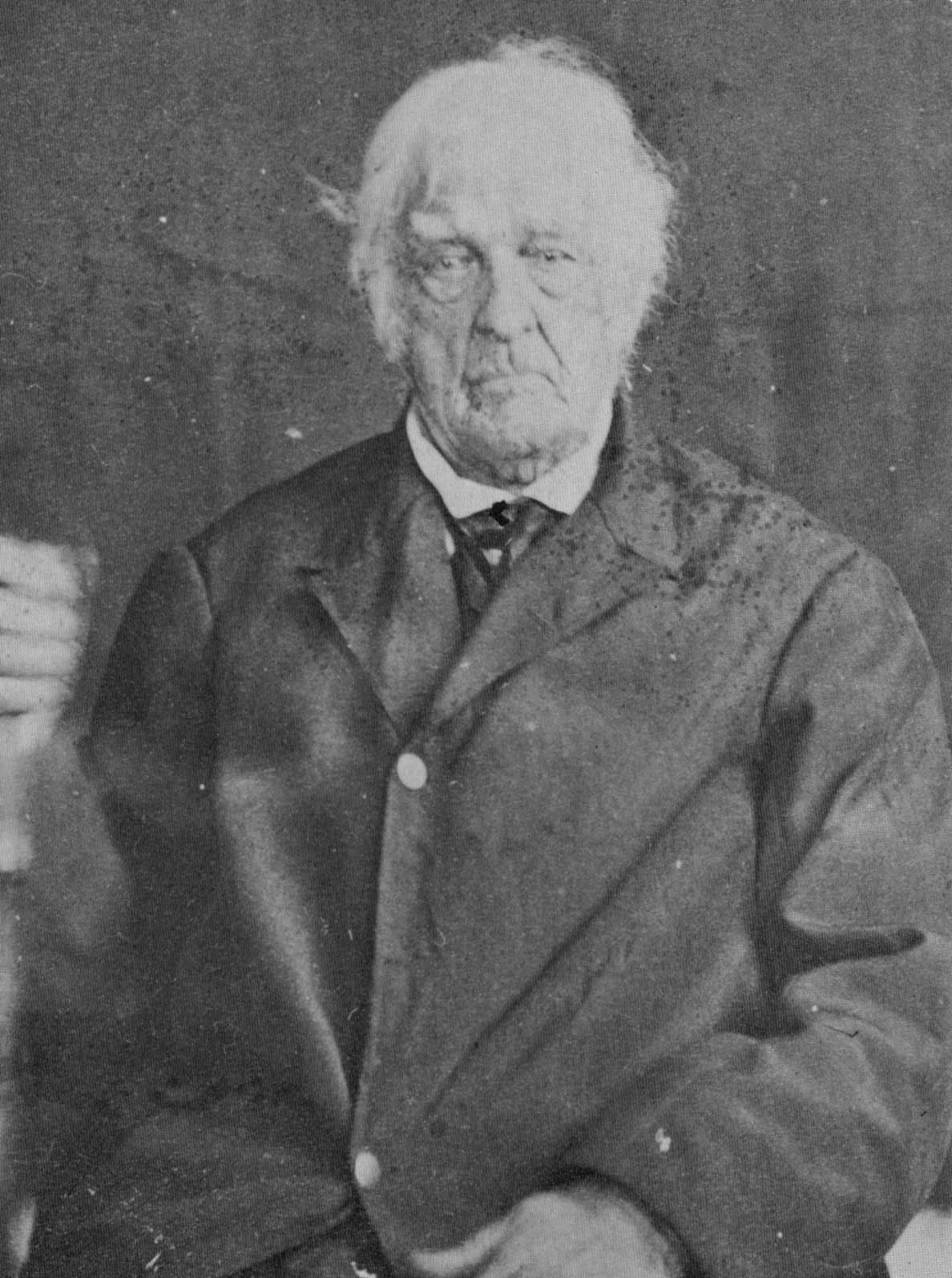

레뮤얼 쿡(Lemuel Cook, 1759년 9월 10일 코네티컷 식민지 리치필드군 ~ 1866년 5월 20일 뉴욕주 올리언스군 클라렌든)은 미국 독립 전쟁의 마지막으로 확인된 생존 퇴역 군인 중 한 명이었다.

## 어린 시절과 교육
쿡은 헨리 쿡과 그의 아내 해나 벤햄 사이에서 태어났다.

## 군 복무
쿡은 1775년 16세의 나이로 대륙육군에 입대했다. 그는 제2대륙경기병대에 배정되었으며, 사망 당시 마지막 생존 부대원이었다. 그는 브랜디와인과 버지니아 전역에서 싸웠고 여러 차례 부상을 입었다. 그는 1781년 10월 찰스 콘월리스의 항복 시점에 참석했다. 그는 1784년 6월 12일 조지 워싱턴이 서명한 명예로운 제대를 받았다.

## 말년과 죽음
전쟁 후 쿡은 농부가 되었고 해나 커티스와 결혼했다. 그들은 7명의 아들과 3명의 딸을 두었다.
그는 1828년 당이 설립된 이래로 활동적인 프리메이슨이자 민주당원이었다. 그의 교회는 회중교회였다. 그는 1790년까지 플리머스 (코네티컷주)(당시 노스버리)에서 살다가 뉴욕 클린턴으로 이사했다. 1795년에 그는 플리머스로 돌아왔고, 1805년에 폼페이 (뉴욕주)로 이사했다. 1821년에 그는 노스버겐 (뉴욕주)으로, 마지막으로 1832년에 클라렌던 (뉴욕주)으로 이사했다.
레뮤얼은 미국 독립 혁명의 가장 오래된 연금 수령자 중 한 명이자 마지막 생존자 중 한 명이었다. 그는 남북 전쟁의 시작과 끝을 모두 보고 106세의 나이로 1866년 5월 20일에 사망했다. 그는 완전한 군사 및 메이슨 의식으로 매장되었다. 그가 사망할 당시, 단 세 명의 다른 혁명 퇴역 군인(새뮤얼 다우닝, 대니얼 F. 베이커먼 및 존 그레이)만이 살아 있었다.

## 사진
그는 사진술 시대까지 살아남은 7명의 미국 독립 전쟁 퇴역 군인 중 한 명으로, 1864년 저서 마지막 혁명가들에 실렸으며, 그의 삶에 대한 많은 세부 사항을 제공한다.

## 같이 보기
- 마지막으로 생존한 미국 참전 용사

## 더 읽어보기
- E.B. 힐러드 목사, 마지막 혁명가들 (1864), 웬델 개럿의 추가 주석과 함께 1968년 재출판.
- 돈 N. 해기스트, "혁명의 마지막 사람들: 사진 뒤의 병사들", 양장본 – 2015년 4월 6일